# Didascalia Apostolorum
Didascalia Apostolorum lub Didascalia – starożytny traktat chrześcijański znany jako Katolicka nauka dwunastu apostołów i świętych uczniów Zbawiciela naszego. Należy do literatury wczesnochrześcijańskiego prawa kanonicznego. Współcześnie zbiór datuje się na III w. (ok. 230 r.). Sam tekst przedstawia się jako owoc postanowień Dwunastu Apostołów na Soborze Jerozolimskim.
Zbiór Didascalia wzorował się na wcześniejszej pracy Didache. Autor jest nieznany, ale zapewne był biskupem, piszącym prawdopodobnie w północnej Syrii, w pobliżu  Antiochii. Był prawdopodobnie lekarzem pochodzenia żydowskiego. W tekście znajdują się obfite cytaty biblijne, Didache, Pasterza Hermasa, pism Ireneusza z Lyonu, apokryfów: Ewangelii Piotra i Dziejów Pawła.

## Treść
Nie jest to traktat o przemyślanej kompozycji. W numerach 1-2 Didaskalia zaczynają od nauk dla małżonków. W n.3 przechodzą do omówienia zasad wyboru i konsekracji biskupów, święceń prezbiteratu i diakonatu, a także prowadzenia do wiary katechumenów. W dalszych numerach, od 4 do 9, omówione są prawa i obowiązki biskupów: w numerach 5-7 mowa jest o trosce biskupa o grzeszników, odbywających pokutę, a w n. 8 jak ma się opiekować ubogimi. Numery 12-13 poświęcone są omówieniu organizacji zgromadzeń liturgicznych. W numerach 14-15 mowa jest o instytucji wdów, numer 16 zaś traktuje o posłudze diakonów i diakonis. Dalsze numery poświęcone są: miłości chrześcijańskiej (17–18), pomocy dla braci w wierze (19), zmartwychwstaniu ciał (20), postom (21), wychowaniu dzieci i młodzieży (22), herezjom (23-26). Na koniec autor wyjaśnia nieaktualność żydowskich przykazań. Didaskalia stanowiły podstawowe źródło dla pierwszych sześciu ksiąg anonimowego dzieła o tytule Konstytucje apostolskie, napisanego prawdopodobnie w IV w.